# Satz von Pitot

Der Satz von Pitot, benannt nach dem französischen Ingenieur Henri Pitot, ist eine Aussage in der Elementargeometrie und beschreibt eine Eigenschaft von Tangentenvierecken. Diese besagt, dass in einem Tangentenviereck die beiden Summen der Längen gegenüberliegender Seiten gleich groß sind.
In einem Tangentenviereck ABCD gilt also:
{\displaystyle {\overline {AB}}+{\overline {CD}}={\overline {BC}}+{\overline {DA}}.}
Diese Gleichheit ergibt sich unmittelbar aus der Symmetrieeigenschaft des Kreises, da aufgrund dieser die von einem Punkt ausgehenden beiden Tangentenabschnitte gleich lang sind (siehe Zeichnung).
Die Umkehrung des Satzes gilt ebenfalls, das heißt, wenn in einem konvexen Viereck ABCD die obige Gleichung erfüllt ist, so ist es auch ein Tangentenviereck. Der Satz von Pitot und seine Umkehrung werden zusammen auch als Satz vom Tangentenviereck bezeichnet.
Henri Pitot bewies den Satz 1725. Die Umkehrung wurde 1846 durch den Schweizer Mathematiker Jakob Steiner bewiesen.